# NGC 573
NGC 573 est une petite galaxie spirale située dans la constellation d'Andromède. NGC 573 a été découverte par l'astronome français Édouard Stephan en 1881.

## Caractéristiques
Sa vitesse par rapport au fond diffus cosmologique est de 2 531 ± 19 km/s, ce qui correspond à une distance de Hubble de 37,3 ± 2,6 Mpc (∼122 millions d'al).
NGC 573 présente une large raie HI. En raison d'une brillance de surface égale à 11,1 mag/am2, on peut qualifier NGC 573 de galaxie présentant une brillance de surface élevée.